# Estación de Ciruelos de Coca
Ciruelos de Coca fue una estación de ferrocarril situada en el municipio español de Coca, en la provincia de Segovia, comunidad autónoma de Castilla y León, aunque el recinto prestaba servicio a la localidad de Ciruelos de Coca. Las instalaciones ferroviarias estuvieron en servicio entre 1884 y 1993.

## Situación ferroviaria
Las instalaciones estaban situadas en el punto kilométrico 59,393 de la línea férrea de ancho ibérico Segovia-Medina del Campo, a 795 metros de altitud.

## Historia
La estación fue puesta en funcionamiento el 1 de junio de 1888 con la apertura al tráfico de la línea Segovia-Medina del Campo, que había sido construida por la Compañía de los Caminos de Hierro del Norte de España por motivos estratégicos y como ruta alternativa a la línea Madrid-Hendaya. En 1941, con la nacionalización de la red ferroviaria de ancho ibérico, la empresa RENFE pasó a ser el titular de las instalaciones. El eje ferroviario Medina-Segovia vivió sus años de apogeo entre las décadas de 1940 y 1960, experimentando un importante tráfico de pasajeros y mercancías. Sin embargo, lo cierto es que a lo largo de su historia la línea no llegó a mover grandes tráficos, siendo clausurada en 1993 debido a lo poco rentable que resultaba su explotación.
En la actualidad el recinto ferroviario se encuentra fuera de servicio, habiéndose conservado el edificio de viajeros, los retretes o el enclavamiento.